# Весна в Фиальте (рассказ)
«Весна в Фиальте» — рассказ Владимира Набокова, относящийся к русскому периоду его творчества. Был написан и опубликован (под псевдонимом В. Сирин) в 1936 году, вошёл в состав сборника «Весна в Фиальте» (Нью-Йорк, 1956).

## Сюжет и история текста
Действие рассказа происходит в вымышленном курортном городе Фиальта, название которого — гибрид названий Фиуме и Ялта. Главный герой и рассказчик Василий, в переводе на английский превратившийся в Виктора, случайно встречает Нину — женщину, с которой он знаком 15 лет и которая время от времени одаривает его своей любовью. При расставании он спрашивает: «А что, если я вас люблю?» и переводит всё в шутку, увидев, как Нина изменилась в лице. Спустя всего полчаса Нина погибает в дорожной аварии.
«Весна в Фиальте» была написана в апреле 1936 года, когда Набоков сделал перерыв в работе над романом «Дар», и увидела свет в русском эмигрантском журнале «Современные записки», выходившей в Париже, в июле того же года. В 1942 году рукопись рассказа была отклонена американским журналом Harper’s Bazaar: редакция сочла «Весну в Фиальте» «искусной, но чересчур длинной», а её сюжет — «бедноватым». В 1947 году рассказ всё же был опубликован в этом журнале. В 1956 году он вышел в составе сборника «Весна в Фиальте».
Сам Набоков охарактеризовал это произведение как «физически тонкую книжку, а биологически уменьшенный роман». Литературоведы видят в «Весне в Фиальте» модернистскую версию легенды о святом Георгии: в роли Георгия выступает рассказчик, в роли побеждённого им дракона — муж главной героини Фердинанд. Этот мотив был усилен в переводе рассказа на английский язык, где главный герой получил имя Виктор («победитель»).